# モッツァレラチーズゲーム
モッツァレラチーズゲームは、道具を用いないパーティーゲームの一種。宴会やコンパの席などで多人数で行うゲームの一つで、場の雰囲気が盛り上がった中で行われる。

## ルール
複数人で集まり、始まりの人を1人選ぶ。始まりの人から時計回りに順番に「モッツァレラチーズ」と言っていくが、前の人よりもハイテンションでなければならないゲーム。
ハイテンションになっているかどうかの判断はその場にいる全員で行い、ハイテンションになっていないと判断されると脱落となる。

## 流行
2013年4月、リアリティ番組『テラスハウス』（フジテレビ）で出演者の宮城大樹が本ゲームで遊ぶことを持ち掛けたことから広く知られるようになる。同時期に「飲み会ゲーム　まとめwiki」というwikiサイトに本ゲームのルールが掲載され、2014年11月にTwitter上でそれを取り上げたツイートが拡散されたことで、「人を狂わせる闇の遊戯」「恐ろしいゲーム」だと話題になって、更に広く知られるようになった。
ゲームを継続させるには羞恥心を相当捨てなければならず、酒酔い状態になる飲み会や合コン向けのゲームとして紹介されていたが、以降は中高生の間でも流行し、2020年代には小学生向けレクリエーションを紹介する書籍で本ゲームが取り扱われることさえある。YouTuberによる動画が投稿されるようになったり、バラエティ番組でも扱われるようになったりし、AKB48のメンバーやジャニーズ事務所所属タレントといったアイドルが行うものは特に話題となっている。

## 備考
言うワードに「モッツァレラチーズ」が用いられている理由は明確になっていないが、マイナビの合コンゲームについての記事では、居酒屋で本物のモッツァレラチーズを注文した上で本ゲームを行うと臨場感が増すかもしれないと紹介されている。
バラエティ番組『ぐるぐるナインティナイン』（日本テレビ）のコーナー「グルメチキンレース・ゴチになります!」では、2018年・2019年にレギュラー出演していた中島健人（Sexy Zone）の決め台詞である「セクシーサンキュー」を言うワードにした「セクシーサンキューゲーム」が遊ばれていた。